# Crotalaria pusilla
Crotalaria pusilla är en ärtväxtart som beskrevs av Dc.. Crotalaria pusilla ingår i släktet sunnhampor, och familjen ärtväxter. Inga underarter finns listade i Catalogue of Life.